# Siglos

Siglos, König Dareios II., ca. 420 v. Chr.

Siglos (altgriechisch σίγλος, σίκλος, lateinisch siclus, sicel, von akkadisch šiklu ‚Schekel‘) ist die griechische Bezeichnung für eine medische bzw. persische Münze.
Die Ursprünge und der Name der Münze gehen wohl auf die Phönizier zurück, die die Silbermünze Schekel (aus dem semitischen Wortstamm für wiegen) prägten, welche ihrerseits von einem altorientalischen Gewicht, das von Babylon bis zur Mittelmeerküste in Gebrauch war, abgeleitet wurde. Der Siglos befand sich in einem festen Wechselkurs zum Dareikos, der Goldmünze der persischen Herrscher. 20 Siglos wurden für einen Dareikos gegeben. Das Gewicht des Siglos stieg von ca. 5,4 g auf ca. 5,6 g.
Die Prägung der Münze setzte unter der Herrschaft von Dareios I. um 520 v. Chr. ein und besaß einen bohnenförmigen Schrötling. Die Vorderseite zeigte den Großkönig zunächst als Halbfigur mit Bogen (Typ I von ca. 520 bis 510 v. Chr.), danach der Großkönig kniend einen Pfeil verschießend (Typ II von ca. 510 bis 485 v. Chr.), später im Knielaufschema mit Bogen und Speer (Typ III von ca. 485 bis 465 v. Chr.) und schließlich den Großkönig kniend mit Bogen und Dolch (Typ IV von ca. 450 bis 350 v. Chr.). Die Rückseite blieb ungestaltet (Quadratum incusum). Die Münze behielt ihre Bedeutung als wichtiges Zahlungsmittel im Persischen Reich bis zur Herrschaft von Alexander dem Großen am Ende des 4. Jahrhunderts v. Chr.